# وسيم بادامي
وسيم بادامي هو مذيع تلفزيوني باكستاني ومذيع أخبار، يُقدِّم حاليًا البرنامج الحواري السياسي «الساعة 11» على «إيه آر واي نيوز».

## عمله
بدأ بادامي مسيرته المهنية مع «إيه آر واي نيوز» في عام 2006، وقدم البرنامج الحواري السياسي «الساعة 11» لسنوات، ثم غادر القناة في أكتوبر 2014، وانضم إلى شبكة بي أو إل. وفي أبريل 2015 استقال من شبكة بي أو إل وعاد إلى «إيه آر واي نيوز». كما قدم برنامج شان رمضان على "إيه آر واي ديجيتال". وفي عام 2016، حصل على جائزة «أفضل مقدم برامج» في حفل جائزة أجي.